# 6472 Rosema
A 6472 Rosema (ideiglenes jelöléssel 1985 TL) a Naprendszer kisbolygóövében található aszteroida. Edward L. G. Bowell fedezte fel 1985. október 15-én.